# Kindred (romance)
Kindred (adaptado no Brasil como Kindred: Laços de Sangue) é um romance histórico da escritora norte-americana Octavia E. Butler, que incorpora viagens no tempo e é modelado em narrativas escravas. Publicado pela primeira vez em 1979, ainda é muito popular. Ele é frequentemente escolhido como o texto para programas de leitura em toda a comunidade e organizações de livros, além de ser uma escolha comum para cursos de ensino médio e superior.
O livro é o relato em primeira pessoa de uma jovem escritora afro-americana, Dana, que se vê sendo desviada no tempo entre sua casa em Los Angeles, Califórnia, em 1976, e uma fazenda pré-Guerra Civil de Maryland. Lá ela conhece seus ancestrais: uma mulher negra orgulhosa e um plantador branco que a forçou a ser escrava e concubinadora. Como a permanência de Dana no passado se torna mais longa, a jovem se envolve intimamente com a comunidade agrícola. Ela faz escolhas difíceis para sobreviver à escravidão e garantir seu retorno ao seu próprio tempo.
Kindred explora a dinâmica e os dilemas da escravidão pré-guerra a partir da sensibilidade de uma mulher negra do final do século XX, que está ciente de seu legado na sociedade americana contemporânea. Através dos dois casais inter-raciais que formam o núcleo emocional da história, o romance também explora a interseção de questões de poder, gênero e raça, e especula sobre as perspectivas do futuro igualitarismo.
Enquanto a maioria do trabalho de Butler é classificado como ficção científica, Kindred é considerado um dos que ultrapassam os limites disciplinares. Foi classificado também como literatura ou literatura afro-americana. Butler classificou o trabalho como "uma espécie de fantasia sombria".